# Hans Florine

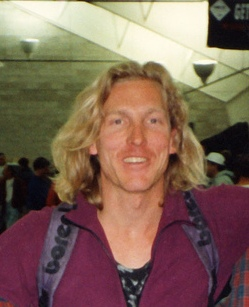
Hans Florine 1995

Hans Florine (* 18. Juni 1964 in Fort Lee, Virginia), auch Hollywood Hans genannt, ist ein US-amerikanischer Speed- und Freikletterer. Er lebt in Moraga, Kalifornien.
Am 12. Oktober 2008 hat er zusammen mit Yuji Hirayama 2 Stunden, 37 Minuten und 5 Sekunden für die Durchsteigung der Route The Nose am El Capitan im Yosemite-Nationalpark benötigt. Dieser Rekord wurde am 6. November 2010 von Sean Leary und Dean Potter mit einer Zeit von 2 Stunden, 36 Minuten und 45 Sekunden unterboten. Im Juni 2012 konnte Hans Florine zusammen mit Alex Honnold die Bestzeit auf 2:23:46 verbessern.
Hans Florine gewann 1991 in Frankfurt bei der ersten Kletterweltmeisterschaft in der Disziplin Speedklettern, zudem war er bei den X Games im Speedklettern in den Jahren 1995 bis 2000 ungeschlagen.

## Bücher
- On the Nose: A Lifelong Obsession with Yosemite’s Most Iconic Climb, Hans Florine mit Jayme Moye, Falcon Guides, 2016